# Procoptodesmus diffusus
Procoptodesmus diffusus är en mångfotingart som beskrevs av Broelemann 1920. Procoptodesmus diffusus ingår i släktet Procoptodesmus och familjen fingerdubbelfotingar. Inga underarter finns listade i Catalogue of Life.